# Me cambio de familia
Me cambio de familia es un programa de televisión producido por Big Bang Media para su emisión en Cuatro. El espacio es la versión internacional del programa de Wife Swap que se ha emitido en Reino Unido, Francia, Alemania, Rumanía y Suecia. En cuanto a la mecánica de este formato, el equipo de cámaras visita diferentes ciudades para buscar a un grupo de familias a través de un casting para cambiarse de familia, y convivir con las parejas de las otras mujeres durante dos semanas y aceptar cada tipo de normas que se pongan.
Cabe destacar que el programa comenzó a emitirse en Telecinco desde su estreno en febrero de 2010 hasta junio de 2011. Una vez culminada la fusión de Gestevisión Telecinco y Sogecuatro, el programa pasó al segundo canal del grupo Mediaset España, donde hasta la fecha se han emitido cuatro temporadas.
En el mes de julio de 2012, el programa fue renovado por una cuarta temporada tras el buen funcionamiento de su tercera temporada en Cuatro además de que el programa lideraba entre el público adolescente con datos superiores a la media de la cadena. Cerca de un año después, en mayo de 2013 se anunció la emisión de la nueva entrega de episodios, con la novedad de que esta vez participaron personajes famosos como Coyote Dax, además de anónimos.

## Episodios y audiencias
| Temporada | Temporada | Episodios | Estreno              | Final                  | Audiencia media | Audiencia media |
| Temporada | Temporada | Episodios | Estreno              | Final                  | Espectadores    | Cuota           |
| --------- | --------- | --------- | -------------------- | ---------------------- | --------------- | --------------- |
|           | 1         | 8         | 5 de febrero de 2010 | 7 de noviembre de 2010 | 1 611 000       | 12,5%           |
|           | 2         | 8         | 6 de mayo de 2011    | 24 de junio de 2011    | 1 114 000       | 7,6%            |
|           | 3         | 7         | 4 de mayo de 2012    | 6 de julio de 2012     | 1 138 000       | 7,8%            |
|           | 4         | 10        | 10 de mayo de 2013   | 12 de julio de 2013    | 798 000         | 5,5%            |
| Total     | Total     | 33        | 2010                 | 2013                   |                 |                 |

### Temporada 1 (Telecinco)
| N.º Serie | N.º Temp. | Título original       | Fecha de emisión       | Espectadores | Share |
| --------- | --------- | --------------------- | ---------------------- | ------------ | ----- |
| 1         | 1         | «Graciela / Esther»   | 5 de febrero de 2010   | 2 230 000    | 13,7% |
| 2         | 2         | «Pilar / Gloria»      | 14 de febrero de 2010  | 1 857 000    | 10,4% |
| 3         | 3         | «Yolanda / Lourdes»   | 21 de febrero de 2010  | 2 170 000    | 11,9% |
| 4         | 4         | «Cecilia / Angelines» | 3 de octubre de 2010   | 798 000      | 12,7% |
| 5         | 5         | «Thais / Rosa»        | 10 de octubre de 2010  | 953 000      | 15,0% |
| 6         | 6         | «Fausta / Paqui»      | 24 de octubre de 2010  | 1 733 000    | 12,0% |
| 7         | 7         | «Isabel / Mónica»     | 31 de octubre de 2010  | 1 396 000    | 10,9% |
| 8         | 8         | «Lola / Rosa»         | 7 de noviembre de 2010 | 1 752 000    | 13,1% |

### Temporada 2 (Cuatro)
| N.º Serie | N.º Temp. | Título original       | Fecha de emisión    | Espectadores | Share |
| --------- | --------- | --------------------- | ------------------- | ------------ | ----- |
| 1         | 9         | «Rebeca / Adela»      | 6 de mayo de 2011   | 1 403 000    | 8,5%  |
| 2         | 10        | «Nora / Teresa»       | 13 de mayo de 2011  | 1 088 000    | 7,3%  |
| 3         | 11        | «María C. / María B.» | 20 de mayo de 2011  | 1 067 000    | 7,2%  |
| 4         | 12        | «Helen / Rosario»     | 27 de mayo de 2011  | 1 254 000    | 8,2%  |
| 5         | 13        | «María / Milagros»    | 3 de junio de 2011  | 1 154 000    | 7,8%  |
| 6         | 14        | «Tamara / Carmen»     | 10 de junio de 2011 | 1 197 000    | 8,2%  |
| 7         | 15        | «Belén / Miriam»      | 17 de junio de 2011 | 907 000      | 6,8%  |
| 8         | 16        | «Raquel / Mª Cruz»    | 24 de junio de 2011 | 846 000      | 6,9%  |

### Temporada 3 (Cuatro)
| N.º Serie | N.º Temp. | Título original      | Fecha de emisión    | Espectadores | Share |
| --------- | --------- | -------------------- | ------------------- | ------------ | ----- |
| 1         | 17        | «Patricia / Pilar»   | 4 de mayo de 2012   | 1 677 000    | 9,4%  |
| 2         | 18        | «Mónica / Estefanía» | 11 de mayo de 2012  | 1 269 000    | 8,1%  |
| 3         | 19        | «Vanessa / Filo»     | 18 de mayo de 2012  | 1 144 000    | 7,1%  |
| 4         | 20        | «Penélope / Sara»    | 1 de junio de 2012  | 1 197 000    | 8,0%  |
| 5         | 21        | «Azucena / Carmen»   | 3 de junio de 2012  | 906 000      | 6,2%  |
| 6         | 22        | «Fátima / Mª Paz»    | 29 de junio de 2012 | 835 000      | 6,7%  |
| 7         | 23        | «Minerva / Nelli»    | 6 de julio de 2012  | 1 061 000    | 8,6%  |
| 8         | 24        | «Aurora / Mª José»   | 13 de julio de 2012 | 1 022 000    | 8,6%  |

### Temporada 4 (Cuatro)
| N.º Serie | N.º Temp. | Título original    | Fecha de emisión    | Espectadores | Share |
| --------- | --------- | ------------------ | ------------------- | ------------ | ----- |
| 1         | 25        | «Bella / Toñi»     | 10 de mayo de 2013  | 1 121 000    | 6,7%  |
| 2         | 26        | «Ana / Rocío»      | 17 de mayo de 2013  | 465 000      | 2,7%  |
| 3         | 27        | «Azucena / Karina» | 24 de mayo de 2013  | 977 000      | 6,1%  |
| 4         | 28        | «Delía / Lucía»    | 31 de mayo de 2013  | 874 000      | 5,5%  |
| 5         | 29        | «Gema / Gonzalo»   | 7 de junio de 2013  | 885 000      | 5,5%  |
| 6         | 30        | «Marta / Marga»    | 14 de junio de 2013 | 789 000      | 5,6%  |
| 7         | 31        | «Alicia / Isabel»  | 21 de junio de 2013 | 774 000      | 5,4%  |
| 8         | 32        | «Fatiha / Mari»    | 28 de junio de 2013 | 800 000      | 6,1%  |
| 9         | 33        | «Lily / Emma»      | 5 de julio de 2013  | 742 000      | 6,4%  |
| 10        | 34        | «Amalia / Saray»   | 12 de julio de 2013 | 577 000      | 5,0%  |

## Datos de audiencias
- Récord de share: emitido el domingo 10 de octubre del 2010, con un 15,0%.
- Récord de espectadores: estrenado el viernes 5 de febrero del 2010, con 2.230.000 espectadores.
- Mínimo de share: emitido el viernes 17 de mayo de 2013, con un 2,7%.
- Mínimo de espectadores: emitido el viernes 17 de mayo de 2013, con 465.000 espectadores.